# Manneville-la-Pipard
Manneville-la-Pipard é uma comuna francesa na região administrativa da Normandia, no departamento de Calvados. Estende-se por uma área de 6,31 km². Em 2010 a comuna tinha 295 habitantes (densidade: 46,8 hab./km²).